# Объект 490А
Объект 490А "Бунтарь" — это советский экспериментальный основной боевой танк, разработанный в период за 1981-82гг. Было создано всего два экземпляра, ни один из которых не мог стрелять из-за нехватки времени. Ни один из тестовых образцов не был закончен перед сворачиванием программы.

## Разработка
Объект 490А был создан в качестве альтернативы более раннему объекту 490. Проект предлагал размещение в танке ещё одного члена экипажа и наружного монтирования пушки. Наиболее значительными отличиями объекта 490А являлись полностью перестроенная башня и небольшие изменения в ходовой части. Проект был отменен в конце 1984г. в свете начала более новой программы по разработке объекта 477. Танк считается опередившим своё время из-за использования большого количества передовых технологий, привлеченных для победы в конкурсе перспективных вооружений.

### Броня
Броня танка состояла из одного слоя стали и композитной брони из пяти слоев стали, разделенной четырьмя слоями керамики. Броня крыши была необычно высокой как на корпусе, так и на башне, что было призвано защитить танк от навесного артиллерийского огня. Справа от водителя был расположен бензобак, выступавший в качестве дополнительной броневой защиты.
Динамическую защиту (вероятно, контакт-5) предлагалось расположить со сторон и спереди корпуса, но производство образцов было отменено до того, как дошло до этой стадии.

### Вооружение
Танк должен был иметь систему управления огнём под названием "Аргус", состоявшей из главного компьютера, соединенного с радаром, устройством ТВП и телекамерами.
Создатели боевой машины, А.А Баженов и Шомин, спорили о калибре пушки для замены планированной ранее 125 миллиметровой гладкоствольной 2А66М. Вначале предлагалось остановиться на 130мм, но в дальнейшем вместо неё использовалась более тяжелая 152мм 2А73.
Размещено орудие было не внутри, а снаружи бронированной башни, что уменьшало силуэт танка.

### Подвижность
В качестве временной меры предлагался двигатель 5ТДФ, изготовлявшегося заводом им. Малышева. Впоследствии его предлагалось заменить на шестицилиндровый дизельный двигатель КМДВ 6ТД-3 в 1500 лошадиных сил, который, в сочетании с гидравлической трансмиссией и гусеницами шириной в 580мм, обеспечивал танку приличную для его веса подвижность. Танк, таким образом, достигал отношения лошадиных сил на тонну в 31лс/т, что позволяло ему передвигаться со скоростью в 75км/ч по дороге и 55км/ч на пересечённой местности.